# (19285) 1996 CM9
(19285) 1996 CM9 est un objet de la ceinture principale d'astéroïdes extérieure découvert en 1996.

## Description
(19285) 1996 CM9 a été découvert le 12 février 1996 à Kushiro (Japon) par Seiji Ueda et Hiroshi Kaneda.

### Caractéristiques orbitales
L'orbite de cet astéroïde est caractérisée par un demi-grand axe de 3,40 UA, un périhélie de 3,20 UA, une excentricité de 0,06 et une inclinaison de 14,35° par rapport à l'écliptique. Du fait de ces caractéristiques, à savoir un demi-grand axe entre 3,2 et 4,6 UA, il est classé, selon la JPL Small-Body Database, comme objet de la ceinture principale d'astéroïdes extérieure.

### Caractéristiques physiques
(19285) 1996 CM9 a une magnitude absolue (H) de 12,3 et un albédo estimé à 0,188.